# Alan Cranston
Alan MacGregor Cranston (ur. 19 czerwca 1914 w Palo Alto, zm. 31 grudnia 2000 w Los Altos) – amerykański polityk, członek Partii Demokratycznej.

## Działalność polityczna
W okresie od 3 stycznia 1969 do 3 stycznia 1993 był senatorem Stanów Zjednoczonych z Kalifornii (3. Klasa).